# 科武港
科武港（葡萄牙語：Porto Covo）是葡萄牙锡尼什两个民政教区之一。1984年之前，锡尼什只有一个民政教区。科武港在葡萄牙以其海滩而著称，位于里斯本以南160千米。covo是一種捕捉龍蝦和螃蟹的漁網。

## 地理

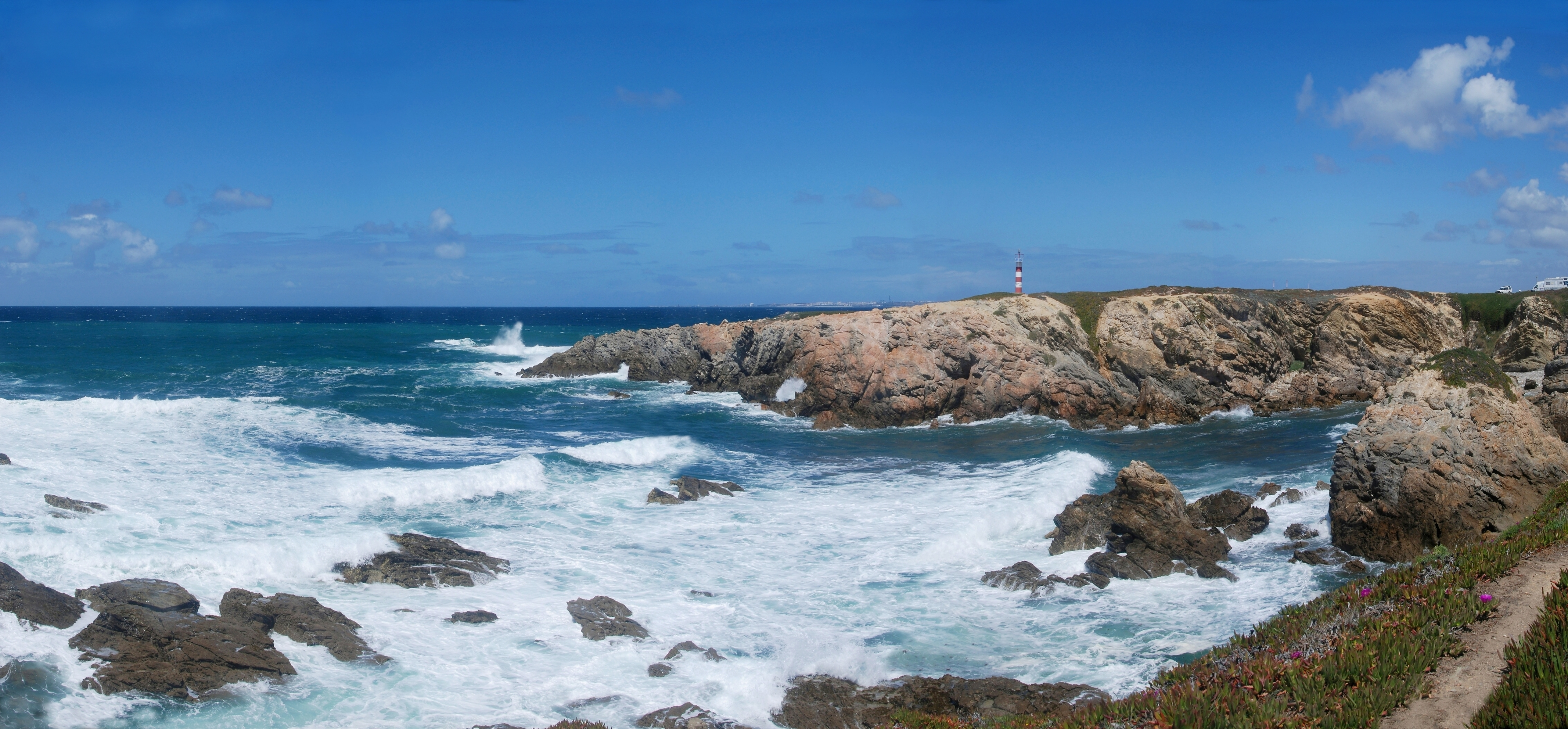
科武港眺望大西洋

科武港面积为48.73平方千米，2001年人口为1,116人，人口密度22.9人/平方千米，有沙灘、石穴、高崖、海灣，是著名的度假勝地，自1990年以來，每年夏天有大量遠道而來的遊客，當地的居民會出租公寓和露營地。

## 历史
18世紀的科武港是一個非常小的漁村，居住捕撈和貿易為生。科武港民政教区成立於1984年12月31日。佩塞盖鲁岛是这个教区的一部分。鲁伊·维洛佐（Rui Veloso）的一首歌曲裡包含了这些教区的名字，使之为葡萄牙人所知。